# Schnee Eifel

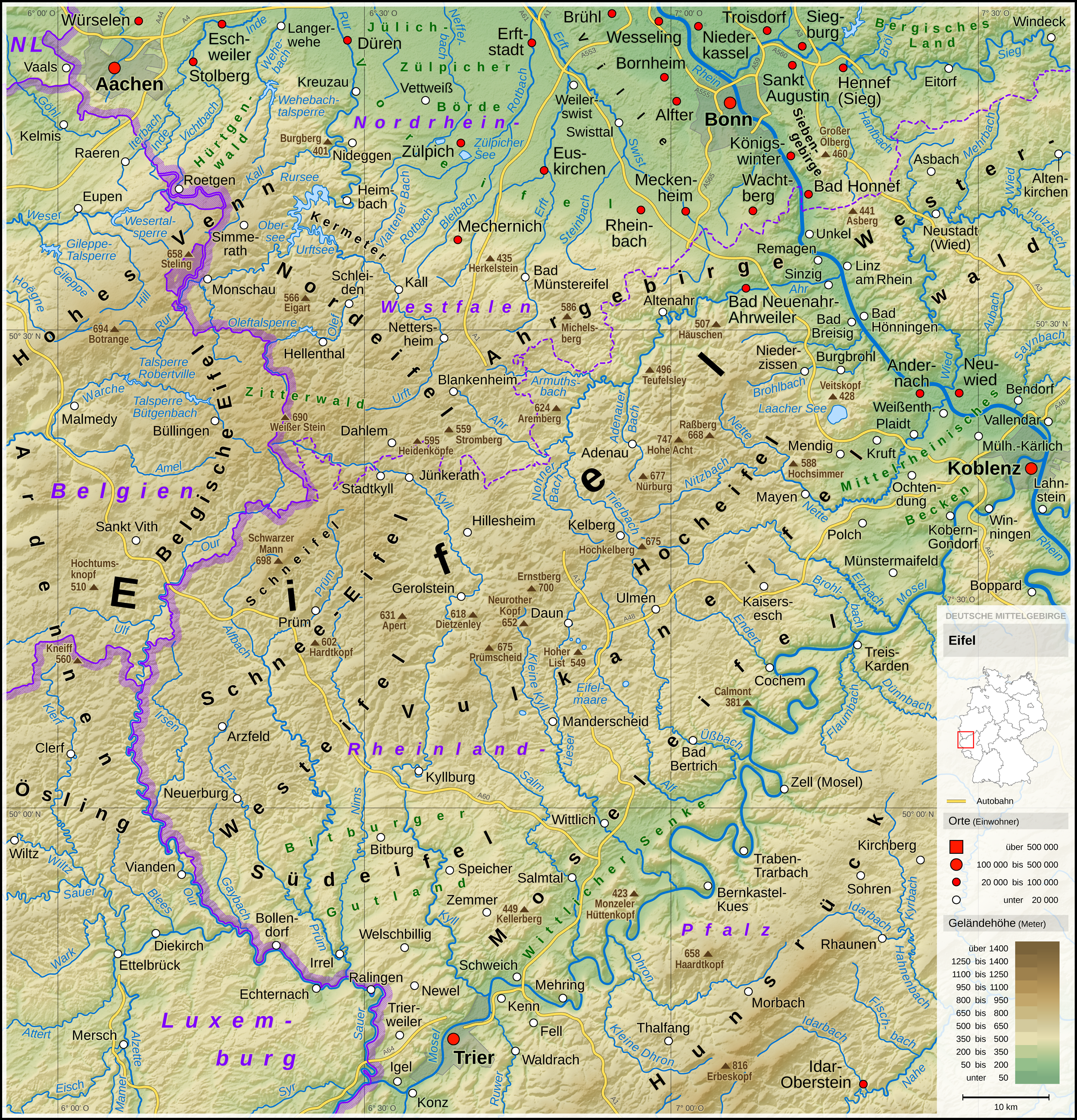
Harta

Schnee Eifel sau Schneifel este un peisaj puternic împădurit din Munții Mittelgebirge din Germania, până la 699,1 metri deasupra nivelului mării (NHN), care face parte din vestul muntelui Eifel în zona graniței germano-belgiene. Este posibil ca numele să fi fost derivat în secolul al XIX-lea din lanțul de dealuri Schneifel, care nu avea nimic de-a face cu zăpada (în germană Schnee), ci cu numele unei fâșii de pădure (în germană Schneise).
Schneifel este situat la câțiva kilometri nord-vest de orășelul Prüm, care este traversat de râul Prüm, care izvorește din partea de nord-est a lanțului muntos. Se întinde de la comuna Brandscheid în sud-vest până la comuna Ormont în nord-est. Granița cu Belgia se află la câțiva kilometri nord-vest de lanțul muntos.